# 农业地理学
农业地理学，是研究人类农业生产地域的差异及其规律的学科，是经济地理学的一个分支学科，也是农业科学的一个研究领域。它根據地球表面的農業部分的物質、形狀、位置和結構以及導致這種現象的 地理因素的影響來記錄、描述和解釋。
农业与各个不同地域的自然条件、社会经济条件、人口密度和人们的生活习惯都强烈地影响各种农作物的种植结构和分布。农业地理就是研究农业生产的地域差异特征及产生原因，并探讨其变化发展的趋向；研究地域差导而形成的各种农业类型及农业区的形成、结构。通过研究，让人们能因地制宜，因时制宜地规划农业生产，实现农业生产过的合理布局及合理利用自然资源。
在地理學中，農業地理學可以歸屬於人文地理學。傳統上它被視為經濟地理學的一部分（第一產業）。然而，隨著地理學整體方法的進步，農業地理學通常不再是孤立的，而是在特定區域地理問題的框架內進行研究（例如山地研究、地理發展研究）。作為一個交叉學科領域，它也是農業科學的一部分。

## 書目
- Grigg, D. (1995): An Introduction to Agricultural Geography. Routledge. ISBN 978-0-415-08443-7

- Erich Otremba: Allgemeine Agrar- und Industriegeographie. Franckh-Kosmos, Stuttgart 1960.
- Bernd Andreae: Agrargeographie – Strukturzonen und Betriebsformen in der Weltlandwirtschaft 2 Auflagen. Walter de Gruyter, Berlin 1977/1983, ISBN 3-11-007034-0 / ISBN 3-11-008559-3.
- Wolf-Dieter Sick: Agrargeographie. Westermann, Braunschweig 1983, ISBN 3-14-160299-9.
- David B. Grigg: An Introduction to Agricultural Geography. Routledge, London 1995, ISBN 978-0-415-08443-7.
- Adolf Arnold: Allgemeine Agrargeographie. Klett-Perthes Verlag, Gotha 1997, ISBN 3-623-00846-X.
- Guy M. Robinson: Geographies of Agriculture: Globalisation, Restructuring and Sustainability. Pearson, London 2004, ISBN 978-0-582-35662-7.
- Andreas Voth & Werner Klohn: Agrargeographie. Wissenschaftliche Buchgesellschaft, Darmstadt 2010, ISBN 3-534-23362-X.